# In the Game
In the Game è un cortometraggio statunitense per la televisione del 2005, diretto da James Widdoes.

## Trama
Riley Reed è una fan sportiva e madre single, che lavora come produttrice televisiva per uno show televisivo sportivo. La sua vita diventa un incubo quando viene promossa a reporter per le dirette perché capisce che questo lavoro è tutt'altro che facile!